# Сіндзі
Сіндзі або Шінджі(яп. 宍道湖, латиніз.: Shinji-ko) — озеро на північному сході префектури Шімане в Японії. Озеро є сьомим найбільшим в Японії, з довжиною 48 км. На півночі його оточує півострів Шімане, а на захід і схід — рівнини Ідзумо і Мацуе. 7652 га (18910 акрів) водно-болотних угідь є «Рамсарським угіддям».
Воно має прямокутну форму, витягнуту зі сходу на захід. Близько 50 % площі озера має глибину понад 5 м, а дно озера майже горизонтальне. Річка Сада, розташована в північно-східній частині озера Сіндзі, — це штучна річка, вирита в період Тенмей для дренажу і безпосередньо з'єднана з Японським морем (порт Егідо). Вона відокремлює східну частину півострова Шімане від материка. Донні відклади представлені піском або піщаним мулом на відстані 100—200 м від узбережжя, а на решті території — переважно мулом. Прозорість на глибині 1,0 м є низькою, а рівень евтрофікації — високим. Єдиний острів, розташований в межах озера — Острів Шлюбний.
Озеро є джерелом економічної вигоди для мешканців прилеглих районів від рибальства та можливостей для туризму. Різноманітні курорти з гарячими джерелами побудовані вздовж узбережжя озера. Місцеві компанії пропонують круїзні подорожі, популярною опцією є круїзи на заході сонця.
Озеро Шіндзі з'єднане з Японським морем через лагуну Накаумі, і, як наслідок, складається з солонуватої води хорошої якості, що сприяє великій кількості водних мешканців, таких як малька, вугор, морський окунь і найвідоміший делікатес озера молюск Шідзімі (Corbicula japonica). Молюсків Шідзімі ловлять за допомогою «дзьорену» — унікального для озера Шіндзі знаряддя, що складається з кошика, прив'язаного до граблів. Молюска часто називають одним із «Шідзі-ко Шітчін» — «семи делікатесів озера Шіндзі».